# Benjamín Franklin Rawson
Benjamín Franklin Rawson (San Juan, 29 de marzo de 1819 o 1820 - Buenos Aires, 14 de marzo de 1871) fue un pintor argentino que perteneció a la primera generación de pintores argentinos llamados "los precursores". Sus obras más destacadas son Asesinato de Manuel Vicente Maza y Salvamento en la Cordillera.

## Infancia y juventud
Nacido el 29 de marzo de 1819 o de 1820 en la ciudad de San Juan, Benjamín Franklin Rawson era el hijo mayor del matrimonio entre el médico estadounidense Amán Rawson y Justina Rojo y Frías; su hermano menor, Guillermo Rawson (1821-1890), fue también médico y político, y se desempeñó como ministro del Interior del presidente Bartolomé Mitre. Realizó sus estudios iniciales con Domingo Faustino Sarmiento -su amigo de toda la vida- y luego se inició en la pintura, bajo las enseñanzas de Amadeo Gras y de Pierre Douet.
Posteriormente, Rawson formó parte del movimiento plástico sanjuanino promovido por la Sociedad Dramático Filarmónica, que había sido creada por Sarmiento. Al cumplir dieciocho años de edad, su padre lo envió a Buenos Aires; allí fue pupilo de Fernando García del Molino, con quien se perfeccionó en el retrato y en la miniatura. En 1838 realizó su Autorretrato y un año más tarde, en 1839, pintó un retrato al óleo de su hermano.

## Exilio, retorno y últimos años
Tras concluir sus estudios en Buenos Aires, Benjamín Franklin Rawson regresó a San Juan. Sin embargo, los conflictos políticos que se desataron en la provincia y su amistad con Sarmiento lo obligaron a abandonar el país en 1842, exiliándose en Chile. Allí continuó su aprendizaje con el pintor francés Augusto Quinsac Monvoisin, habitando la casa Sarmiento, y compartiendo sus estudios con Procesa, la hermana de Sarmiento; este último mencionó este hecho en su libro Recuerdos de provincia.
Casó el 25 de marzo de 1847 con Paz Mendieta. El único hijo de este matrimonio, Franklin, falleció en la infancia. Retornó a San Juan en ese mismo año donde fue elegido diputado provincial. Sin embargo, renunció al cargo y se trasladó nuevamente a Buenos Aires, donde continuó sus estudios junto a Martín Boneo. En 1856 organizó en esa ciudad una muestra de carácter histórico. Con motivo de ella, Sarmiento le pidió su opinión al pintor francés Juan León Pallière mediante una nota en el diario El Nacional. Éste le respondió lo siguiente:

Desde luego, para quien viene a América desde Europa y por largos años ha vivido en la frecuencia de los grandes artistas y de los grandes modelos, al encontrarse en presencia de estos trabajos queda fascinado, sino por lo irreprochable de la ejecución por la sorpresa de ver lo que no se esperaba, y es el arte cultivado con acierto, el dibujo estudiado con corrección, la naturaleza perfectamente comprendida, el colorido dado con acierto y muestra de talento que revelan un pintor.

Según Sarmiento fue el mejor pintor de su tiempo. Tras esta muestra, su importancia comenzó a disminuir debido a la aparición del daguerrotipo o protofotografía que compitió con los retratistas.
Falleció en Buenos Aires el 14 de marzo de 1871, víctima de la epidemia de fiebre amarilla que afectó a la ciudad en aquellos años.

## Obra
Benjamín Franklin Rawson pintó personajes de la época, escenas y costumbres caracterizadas siempre con un sentido de equilibrio.
La mayor parte de su obra está compuesta por retratos y miniaturas, géneros pictóricos lucrativos por cuanto aquellos estaban destinados al sector social adinerado que bien pagaba con el fin de conservar su imagen.
Tres facturas resultan sorprendentes por su plástica: su Autorretrato, el óleo de Guillermo Rawson y el Sarmiento joven correspondientes a los años 1838, 1839 y 1842 respectivamente.

Benjamín Franklin Rawson fue afectivo. Toda su pintura lo autentica. Pintó retratos muy expresivos, estudios de carácter bien observados.... [] acertó siempre el artista con el carácter de sus modelos, conforme lo certifica otra efigie: la de Don Eustoquio Díaz Vélez.

Entre las imágenes femeninas sobresalen las de doña Tránsito Oro de Lerma -hermana del obispo homónimo-, de Jacinta de Rojo y de Paz Sarmiento de Laspiur.
Los infantes tampoco estuvieron ausentes de su paleta, tal el caso del niño Adan Aberastain.
También existen varias producciones de temática histórica.
Salvamento en la Cordillera es un trabajo muy conocido del año 1855 en donde su amigo Sarmiento aparece en un episodio heroico del cual no participó, en auxilio enviado desde Chile a los sobrvivientes de las fuerzas unitarias derrotadas en la batalla de Rodeo del Medio, sorprendidos por una tormenta de nieve: el sanjuanino reparte pan a los vencidos por la lucha y los elementos de la naturaleza.
En La Huida del Malón, fechada en el año 1860, describe una escena particularizada por una cabalgadura montada por una familia -compuesta por el padre, la madre y un hijo- que se aleja con destino incierto de las llamas provocadas por el indio que se encuentra ausente en la representación.
La más importante creación del género histórico fue pintada por el artista también en el año 1860 y se denomina el Asesinato de Manuel Vicente Maza, en la cual reproduce el momento en que se consuma el homicidio de quien fuera gobernador de la provincia de Buenos Aires.
Entre las pocas obras de contenido religioso del pintor merece citarse a la Inmaculada Concepción, datada en el año 1845, óleo sobre lienzo de más de tres metros de largo.
En trabajos de escenas cotidianas sobresalen El Escobero, óleo del año 1865 y La Cometa, fechada en 1868, una de sus últimas creaciones.
El Museo de Bellas Artes de San Juan -uno de los más importantes de Argentina por el contenido de sus piezas- lleva su nombre desde el año 1938 (por iniciativa de Alfredo Martín Palma, miembro de la Comisión Provincial de Bellas Artes) y acoge a siete de sus más de trescientos cuadros.